# IS04
REGZA Phone IS04（レグザフォン アイエス ゼロヨン）は、東芝が開発し、富士通東芝モバイルコミュニケーションズ（東芝ブランド、現・FCNT）によって日本国内向けに製造・発売された、auブランドを展開するKDDIおよび沖縄セルラー電話のISシリーズの一つで、CDMA 1X WIN（後のau 3G）対応ストレート型スマートフォンである。製造型番はTSI04（てぃーえすあい ぜろよん）でメーカー型番はTG03-KDDI。

## 概要
2010年10月18日にKDDI、並びに富士通東芝より公式発表し、2011年2月10日より発売されたau向けのT（TS）機としては初のAndroid端末。国内のAndroid搭載スマートフォンとしては2010年11月8日に公式発表し、同年12月17日にNTTドコモより発売された同型機であるT-01C（TG03-DCM）と兄弟機種である。IPX5/IPX7対応の防水、ワンセグ、赤外線通信、おサイフケータイなど、日本のケータイ独自の機能に対応している。
また、モバイルレグザエンジンを搭載しており、ワンセグを高画質で楽しむことができる。日本語入力は数多くのAndroidスマートフォンでiWnnが採用されている中、本機ではATOKが採用されている。2011年に日本で発売されるAndroidスマートフォンでは唯一のバージョン2.1で、バージョン2.2化は2011年6月16日より開始された。2011年6月現在BluetoothのHIDプロファイルに対応している唯一のスマートフォンで、Bluetoothキーボードが使用可能である。
なお本機のTVCMはT-01Cと同じく富士通名義で行われた。ドコモでは実質富士通製として扱われたT-01Cと異なり、本機はauでも従前通り東芝ブランドとして扱われた。

## T-01CとIS04の違い
| 機種                                | 機種                                | T-01C                            | IS04                                                                |
| ----------------------------------- | ----------------------------------- | -------------------------------- | ------------------------------------------------------------------- |
| 通信方式 最大通信速度 （下り/上り） | 通信方式 最大通信速度 （下り/上り） | HSDPA/HSUPA 7.2Mbps/5.7Mbps      | CDMA2000 EV-DOマルチキャリア 9.2Mbps/5.5Mbps                        |
| 卓上ホルダ （充電接点）             | 卓上ホルダ （充電接点）             | あり （左側面）                  | なし                                                                |
| デザイン                            | カラーバリエーション                | Moist Black Mellow Bordeaux      | ホワイト ブラック                                                   |
| デザイン                            | 概要                                | 表面仕上げが異なる。             | 表面仕上げが異なる。                                                |
| デザイン                            | 詳細                                |                                  | REGZAを意識したフラットでシンプルなデザインを重視して作られている。 |
| 緊急地震速報                        | 発売当初                            | 非対応                           | 対応                                                                |
| 緊急地震速報                        | アップデート後                      | エリアメール対応 (2012年2月21日) | 災害・避難情報に対応 (2012年4月26日)                                |
| microSDHCカードの容量               | 付属                                | 16GB                             | 4GB                                                                 |
| microSDHCカードの容量               | 最大                                | 32GB                             | 32GB                                                                |
| Root化の検知システム                | Root化の検知システム                | なし                             | あり                                                                |
| キャリアの扱い                      | キャリアの扱い                      | 富士通                           | 東芝                                                                |

## 歴史
- 2010年10月18日 - KDDI、および富士通東芝モバイルコミュニケーションズより公式発表。
- 2010年11月11日 - 連邦通信委員会（FCC）を通過[4]。
- 2011年2月10日 - 全国にて一斉発売。
- 2011年4月7日 - 一部の不具合を修正する小型アップデート開始。
- 2011年5月26日 - Eメールアプリなどの不具合を修正する小型アップデート開始。なおAndroid 2.2へアップデートするためにはこのアップデートが不可欠である。
- 2011年5月27日 - 上記アップデートのケータイアップデートでEメールアドレス帳のアドレスがすべて消えてしまうという不具合が発生したため、ケータイアップデート停止。なおPCを使ってのアップデートは引き続き可能とされた。
- 2011年5月30日 - PCを使ってのアップデートも同様の不具合が発生するために中止された[5]。
- 2011年6月16日 - 上記アップデートの再開と同時にAndroid 2.2へのアップグレード開始。Android 2.2へのアップデートは実施前に上記アップデートを実行する必要がある。
- 2011年6月30日 - Android 2.2のLISMO対応版リリース　Android 2.2へアップデート済みの場合はケータイアップデートで対応。
- 2011年7月8日 - 不具合対策済み、およびAndroid 2.2アップデート済みバージョンのIS04FV[6]が順次発売される。
- 2011年9月 - IS04販売終了。
- 2011年11月 - IS04FV販売終了。
- 2012年6月29日 - 標準でプリセットされている「LISMO Player」の不具合を解消するバージョンアップを実施[7]。
- 2012年7月22日 - L800MHz（旧800MHz帯・CDMA Band-Class 3）帯によるサービスが停波する。以降はN800MHz（新800MHz帯・CDMA Band-Class 0）帯および2GHz（CDMA Band-Class 6）帯で利用する。
- 2022年3月31日 - 同キャリアにおける3Gサービスの完全終了・停波により、当機種はWi-Fi利用時を除き、全て使用不可となる[8][9]。

## ケータイアップデート
- 2011年4月7日に行われたケータイアップデートの内容[10]
  - EZwebメールの各種改善。
    - アドレス帳の並び順を50音順へ変更。
    - ヘッダサイズの大きいメールが受信できない場合がある。
    - 受信したメールが文字化けする場合がある。

  - PINロックが設定されているとケータイアップデートが失敗する。
  - 充電器に8時間以上接続し続けた場合、以降の充電動作が停止する。
- 2011年5月26日に行われたケータイアップデートの内容[11]
  - このケータイアップデートではAndroid 2.2化に必要な機能があるため2.2にアップグレードする場合は必ず実施しておくこと。
  - CDMA 1Xエリアでのデータ送受信機能。
  - EZwebメールの各種改善。
    - 受信したメールが文字化けする場合がある。
    - メールの全件削除。
    - デコレーション絵文字の入力方式を改善。

  - アラームアプリ再起動後にアラームが鳴動しない場合がある。
- 2011年6月30日に行われたケータイアップデートの内容[12]
  - Android 2.2版LISMOに対応（このアップデートは2.2にアップグレードしていることが条件で、Android 2.2版LISMOはショートカットアイコンからau one Marketからのダウンロードも可能）。
- 2011年9月29日に行われたケータイアップデートの内容[13]
  - Eメール関連の改善とセキュリティ強化。
- 2012年4月26日に行われたケータイアップデートの内容[14]
  - 災害・避難情報への対応開始。アップデート後au Marketから「au災害対策」アプリのダウンロードが必要。

## Android 2.2へのアップグレード
方法は上記アップデートを実行後、本体直接の場合はWi-Fi接続でこちらよりアップグレード用のファイルをダウンロードし、実行する。またはPCで上記の「こちら」よりアップグレード用のファイルをダウンロードし、ファイルをmicroSDにコピーをし、コピーしたmicroSDをIS04に挿入し、実行する。
アップグレード後の内容は次のようになる。
- Android 2.2共通
  - 全般的な操作レスポンスが改善された。
  - Adobe Flash Player 10.1搭載によりニコニコ動画など、Android 2.1の段階では閲覧できなかったPC向けFlashコンテンツの閲覧が可能になった。
  - 「ニュースと天気」アプリが新たに搭載された。
  - microSD/microSDHCへのアプリケーションの保存がサポートされた
  - 横画面で操作する際、Android 2.1では左側に傾けた時にしか操作できなかったが新たに右側に傾けた場合でも操作できるようになった。
- IS04独自機能
  - ワンセグの視聴予約・録画予約に対応
  - HD1080静止画撮影対応
  - 新フォント追加
  - 音声による文字入力
  - ATOK for IS04のバージョンアップ
  - スリープモード中のWi-Fi設定メニュー
  - バイブ設定
  - 電話帳にてグループ設定が可能に
  - モシモカメラにエフェクト＆ズームを追加
  - レグザAppsコネクト

## プリインストールアプリ
- Skype
- jibe
- Foursquare
- きせかえtouch
- au Smart Sports Run&Walk
- au Smart Sports Karada Manager
- au Smart Sports Fitness
- au one GREE
- au one Brand Garden
- au one ショッピングモール
- au one モバオク
- au one ナビウォーク
- au one 助手席ナビ
- au one ニュースEX
- じぶん銀行

## 主な機能・サービス
※PCサイトビューアーはないが、PC向けWebブラウザと同等のアプリケーションが標準装備されている。携帯サイトは他のスマートフォンと同じく閲覧不可。
| 主な機能・対応サービス                                                 | 主な機能・対応サービス                                           | 主な機能・対応サービス                                                           | 主な機能・対応サービス                                                  |
| ---------------------------------------------------------------------- | ---------------------------------------------------------------- | -------------------------------------------------------------------------------- | ----------------------------------------------------------------------- |
| LISMO! for Android LISMO WAVE                                          | EZケータイアレンジ                                               | バーコードリーダー                                                               | PCサイトビューアー ※Webブラウザで対応                                   |
| au BOX                                                                 | ワイヤレスミュージック                                           | au Smart Sports Run & Walk Karada Manager ゴルフ フイットネス カロリーカウンター | au oneナビウォーク                                                      |
| au one助手席ナビ                                                       | 安心ナビ                                                         | 災害時ナビ                                                                       | ナカチェン                                                              |
| EZアプリ FullGame! Bluetooth対戦                                       | EZアプリ(J・B)                                                   | オープンアプリプレイヤー                                                         | ドキュメントビューアー                                                  |
| アレンジメニュー                                                       | au oneガジェット マルチプレイウィンドゥ クイックアクセスメニュー | じぶん銀行アプリ                                                                 | EZ FM                                                                   |
| EZチャンネル EZチャンネルプラス EZニュースフラッシュ au one ニュースEX | Bluetooth                                                        | Touch Message                                                                    | おサイフケータイ                                                        |
| ケータイ de PCメール                                                   | デコレーションメール                                             | デコレーションアニメ                                                             | au one メール PCメール Gmail EZwebドメインメール                        |
| 緊急通報位置通知 緊急地震速報                                          | ワンセグ                                                         | グローバルパスポート (CDMA)                                                      | WIN HIGH SPEED 赤外線通信 (IrDA) 無線LAN機能 (Wi-Fi WIN) auフェムトセル |

- 安心セキュリティパックは、ウイルスバスターモバイル for auのみ対応（IS04FVのみ。IS04は、2.2へのアップデートを行った上であれば適用可能）

## 注
1. ↑  2011年6月16日2.2にアップグレード開始
2. ↑  対応プロファイルはHSP、HFP、HID、A2DP、AVRCP、OPP、OBEX
3. ↑  IS04/IS06のソフトウェア更新の中止について
4. ↑  IS04FVの「FV」とはFroyo Versionの意味であり[要出典]、FroyoはAndroid 2.2のコードネームである。
5. ↑  IS04/IS11S/ISW12HT/ISW11M/IS13SH/ISW11K/ISW11F/IS12F/IS11LG/IS11N/ISW11SC/IS14SH向けLISMO Player (Ver 2.00.02) バージョンアップのお知らせ | au - 2012年6月29日
6. ↑  auの3Gサービス「CDMA 1X WIN」が2022年3月末をもって終了　VoLTE非対応4G LTE端末も対象 - ITmedia 2018年11月16日
7. ↑  「CDMA 1X WIN」サービスの終了について - KDDI 2018年11月16日
8. ↑  ケータイアップデートのお知らせ 2011年4月7日 au
9. ↑  ケータイアップデートのお知らせ 2011年5月26日 au
10. ↑  ケータイアップデートのお知らせ 2011年6月30日 au
11. ↑  ケータイアップデートのお知らせ 2011年9月29日 au
12. ↑  ケータイアップデートのお知らせ 2012年4月26日 au
13. ↑  再生可能なオーディオファイルはLISMO Port 4.1以降でCDからリッピングした曲で、ただし、着うたや着うたフル、着うたフルプラスなどの既存のau携帯電話向けのオーディオファイルには非対応。転送はLISMO Port 4.1に更新する必要がある。MP3や、MP4などは他のAndroid対応プレイヤーアプリで対応できる場合がある。
14. ↑  プリインストールアプリのNetFront Document Viewerで対応。Word(.doc、.docx)、Excel(.xls、.xlsx)、PowerPoint(.ppt、.pptx)、PDF(.pdf)閲覧に対応。編集は別のアプリなどが必要。
15. ↑  デコレーションアニメの送信は非対応だが、IS04で受信した場合はflashファイルで添付ファイルとして受信される。
16. ↑  EZwebのメールは無線LANでの利用は不可。